# Eucereon hagmanni
Eucereon hagmanni är en fjärilsart som beskrevs av Lauro Travassos 1902. Eucereon hagmanni ingår i släktet Eucereon och familjen björnspinnare. Inga underarter finns listade i Catalogue of Life.